# 珍珠猪
《珍珠猪》是一部美国连环画，出自斯蒂芬·帕斯蒂斯之手。之前，他是加州三藩市的一个律师。该漫画是他第五次尝试通过报纸发表的一部连环画，之前没成功的四部包括《靓鼠》，《菜鸟》和《白普里道》。这部漫画记载了四个人性化的动物——猪、老鼠、斑马和山羊——的日常生活。虽然这本漫画创作于1997年，但它直到2000年才得以在United Feature报业公司的网站上发表。在《珍珠猪》的粉丝，同时作为《呆伯特》的作者的斯科特·亚当斯向自己的粉丝推荐它之后，《珍珠猪》的人气迅速上升。
United Feature公司于2001年12月3日首次将这部连环画刊登在《华盛顿邮报》上。在2002年1月7日，它开始在近150份报纸上连载。截至到2007年初，这部连环画已经在全世界400多份报纸上刊登了。

## 最初的“珍珠“
虽然这部书是他所有书中评价最高的一本，但《珍珠猪》最初不是现在的这部连环画，而是没能通过报纸发表《靓鼠》的产物。帕斯蒂斯在他念法学院的时候创造了《靓鼠》漫画。他试图将其发表，但没有成功。之后，他将“靓鼠”这个角色放入了《珍珠猪》里。
他同时还创造了另一系列漫画《菜鸟》，内容关于一个律师的奋斗。他同样把这部漫画投向出版社，结果也以被拒绝收场。在《菜鸟》里有一只猪，他把这只猪单独挑出来，放到了漫画《珍珠猪》里。
据帕斯蒂斯说，《珍珠猪》原定于2002年1月7日开始连载，但《华盛顿邮报》买下了这部漫画，并要求在一星期之前拿到手。因此，帕斯蒂斯一丝不苟地为《邮报》读者画了一星期的漫画（除此之外，他也为《奥兰多哨兵报》认真地画了周日版），所以该漫画的非官方启动时间为2001年12月30日。

## 影响
像大多数漫画一样，《珍珠猪》也被很多其他的连环画所影响。斯蒂芬·帕斯蒂斯声称它受到过《史努比》，《呆伯特》，《阿猫阿狗》，《远端》等的影响。这些是主要的影响。在一次弗吉尼亚地方报《路诺克时报》的采访中，他表示自己特别喜爱的三部漫画是《卡尔文与霍布斯》，《开花县》和《远端》，并且说这其中他最喜欢《远端》。他还展示了他的第一部成型的草稿《小猪中士的交友俱乐部》，他说，如果想学会如何画出好漫画，那就得先研究研究《呆伯特》。

## 角色分配

### 靓鼠
靓鼠（初次登场：2001年12月30日）是一只狂妄自大的老鼠，是漫画中的主角（平凡的主角）。就像他对其他漫画中的角色不满一样，他也经常不满这部漫画的风格和元素。经常性地自己搞经营，他的大多数买卖不是折磨就是欺骗别人无知，很像狗伯特的作风，就是有点黑色幽默。靓鼠和猪头一起住在加州奥尔巴尼的某处的房子里。
靓鼠是漫画里最没心没肺的角色了，当然，当他遇见他喜欢的人，也就是猪头的姐姐菲丽娜的时候除外。他似乎也觉得自己和猪头之间也存在着真挚的友谊，但这不能阻止他对猪头的挖苦与蔑视。而靓鼠对待其他角色的态度都是典型的讥讽嘲笑，高人一等，自私自利，侮蔑轻视有时还会使用暴力，尤其针对那些他认为很讨厌的人（也就是说，事实上是所有人）和这些人的习惯。靓鼠经常跳出漫画，严厉指责他的创造者，也就是漫画家可笑的笔迹，作品或者漫画内容本身，有一次，在 2008年6月15日的漫画里，靓鼠甚至用一个棒球棍对作者进行恐吓。靓鼠是两个系列书的作者：《愤怒鲍勃的冒险》和为孩子们写所作的《丹尼驴》，他还写了戏剧《不得不爱小强迪基》。在《愤怒鲍勃的冒险》里的主角是愤怒的鲍勃，所以，他总是很愤怒。因为他很愤怒，他就试着想让自己高兴起来，结果却把自己给搞歇菜了。在每个《愤怒的鲍勃》的故事的开头，鲍勃总能让自己活回来，基本上是“不死之身”。在儿童连环画《丹尼驴》里，主角丹尼驴让这本书变得道德败坏，比如，他说过“如果你不能让自己变得更优秀，那就让你周围的人变得更低劣”。他以超级英雄自诩，非常自负，但他唯一保护的人是他自己，他是一个非常自私的超级英雄。
靓鼠死过几回。第一次发生在2003年1月6日。在他答应让猪头帮助他过马路的时候他死了。圣彼德拒绝让他上天堂，他看见了自己的祖母和亚伯拉罕·林肯。11天内后的漫画里，靓鼠在医院里昏迷不醒。
在他试着让自己笑之后，他的身体膨胀而死，消失了一周。不过，他此前笑过两次（一次是帕斯蒂斯试图讨好刚开始刊登《珍珠猪》的《旧金山纪事报》，还有一次是在他和猪头吃了“百忧解”以后）。在2008年6月1日的漫画里，他又一次突然死亡（又来了，他又笑了，这一次笑是因为他看到他的创造者突然死亡）。

### 猪头
猪头（初次登场：2001年12月30日）像孩子一样，又有些迟钝，同时心地善良，而所有这些性格都招致了室友靓鼠不懈的嘲笑。猪头的笑话多是关于他的没用和无知。猪头有个脾气暴躁的女朋友，叫做皮姬塔。帕斯蒂斯说猪头是最容易画的一个角色：“他只需要误解他听到的每件事，当别人和他解释的时候，他再误解一次。”猪头有和东西说话的习惯，他和食物，红绿灯，鱼饵和各种各样的东西说话（在《珍珠猪》的世界里，除非东西也和他说话，不然就没有再怪的事）。漫画里经常表现他的迟钝。例如，一次他扮成被蒙眼的人质参加万圣节派对，结果在比划猜词比赛中惨败。
猪头最令人费解的地方是他对猪肉产品的喜爱之情，他喜欢熏肉，火腿，热狗之类的食品，而这点也让他看起来像个食猪者，只是他表现得完全不明白这回事。有时他也会说说他家里的谁谁谁被做成了食物。

### 斑仔
斑仔（初次登场：2003年1月18日），也被住在隔壁的怪里怪气的傻子鳄鱼兄弟会叫做“邻家班仔”（邻居斑仔）。斑仔是一只总想着搞好家乡的小动物和狮子，土狼这样的大野兽之间的关系的斑马。他的麻烦包括和鳄鱼兄弟会之间的各种冲突。他就像一个性情温顺版的大羊，而他也是大羊唯一能够容忍的角色。
因为史蒂芬·帕斯蒂斯过去不画狮子，所以这群独特的野兽直到2007年5月31日才出现在漫画中，其中有两只搬到了班仔家的隔壁，和鳄鱼是对邻。在他们出现之前，斑仔通过信件和他们联系，试图给他们灌输一些文化，好让他们不再只知道吃斑马，并且还试着与他们的种群之间建立友谊。不过，狮子们的回复从来都是简明愚蠢的，使得看上去他们吃斑马是因为误解了斑仔的忠告。狮子是唯一在斑仔的教育之下还保持着兽性的动物；诱导鳄鱼成功则完全是因为他们的无能。斑仔的狮子邻居都是男性，不打猎，而且他们好像喜欢斑仔，而且他们还经常给斑仔一些忠告，教他如何才能避开他们的妻子，也就是真正一有机会就猎杀斑马的狮子。狮子们说话的口吻很像冲浪运动者，经常叫斑仔“哥们”。
土狼是第三类令斑马们烦恼的野兽。在2008年之前，他们只在漫画中出现过两次：一次，是在斑仔作为在线专栏作家给其他斑马忠告那集里出现；第二次是在2007年9月的周日专版里以斑仔新邻居的身份出现。从2008年2月25日起，土狼就在漫画里开起了殡仪馆。有一次，阿拉送了只名叫哼哼的猫到斑仔那儿，在最初的一年里，这只猫没有给斑仔造成什么麻烦。直到2008年初冬，虽然哼哼喜欢斑仔，也不是蓄意把斑仔送进监狱，他的恐怖活动还是导致斑仔被FBI逮捕。在一集里，斑仔透露出自己是《史努比》的粉丝，鳄鱼们想把《史努比》据为己有，结果失败了。
庆祝斑仔的生日出现在2008年2月20日的漫画里，也是在这集里，靓鼠送给他一个用过的旅馆肥皂。

### 大羊
一只知识分子山羊，很少与其他角色来往。大羊（初次登场：2003年1月30日）总是在角色遇到小问题或者有冲突需要调停的时候出现。猪头的无能和靓鼠的无情加偶尔的无知都让他头疼。大羊一直在写一个博客，这个博客就像靓鼠经常说的那样，没有点击率。而大羊则反过头来批评靓鼠在文学上的尝试，并且常常劝他什么都别写。在早期的漫画里，大羊有胡须；他第一次以没有胡须的外形出现是在 2004年3月31日的漫画里。他很聪明，知道如何妥善处理问题。
在一些集里，他告诉靓鼠和猪头很多哲学，政治和社会的问题。但是，靓鼠和猪头都不在意，通常在他说的时候就开始讨论一些其他的东西，比如说棒球或者电视节目《学徒》。
大羊一点也不喜欢和其他角色交谈；相比之下他更喜欢读书。尽管如此，他和斑仔谈话的时候还是比较有耐心的；而他最烦的就是和靓鼠对话（虽然他对猪头也不友好）。2007年9月的一集里提到了大羊的真正名字里叫帕里斯，但是也称“大羊”是他的艺名。
他还是女权主义者格洛丽亚·斯坦尼恩的朋友。

### 小鸭
小鸭是猪头和靓鼠家的“警卫鸭”，虽然还有其他职业，但一直和猪头靓鼠住在一起。猪头用“非常容易生气和有脾气失控问题”来形容他。他是出了名的急性子和暴躁狂。
他最初出现在2005年3月14日，猪头把他买回家是因为警卫狗太贵了。猪头的邻居经常嘲笑警卫鸭，但此举总是招致被扁或者被火箭筒轰的命运。
最初，小鸭只是个暴利的坏脾气的鸭子，但他后来被改造成了士兵鸭，他把世界看作是战场。如今他把越南战争和其他战争题材的电影当成“启示录“来看。
在珍藏本《粗鲁动物园》中，史蒂芬·帕斯蒂斯吧警卫鸭塑造得很受欢迎，并使之成为第六个主角。

### 鳄鱼兄弟会
鳄鱼兄弟会是漫画中主要的反派角色，他们和其他四个主角（可能除了靓鼠）的关系很差，他们总是试图杀死并吃掉斑仔，但所有尝试都因他们的愚蠢而失败。兄弟会的名字叫做“吃掉班班”（虽然在他们中的一个在他们首次登场时称兄弟会的名字为“五五六六”，并愚蠢地希望能蒙过斑仔）。男性的鳄鱼说话的方式很特别，例如“头头”（头儿），“猪噜”（侏儒），“先森”（先生），“咀叭”（嘴巴），“景”（请），“活畜”（或许），“情人劫”（情人节），“女银”（女人），“鹰胃”（因为），“嚓”（杀），“嚎”（好），“嗒”（大），“电看机”（电视机），“钢材”（刚才），“旮旯逼了忒”（愚不可及），而且用“偶”代替“我”，把自己叫做“饿鱼”，并且使用不适当或错误的语法（例如，“怎么你了，哭哭啼啼小娘们先森？”）。兄弟会的成员在写东西的时候也是同样的方式（例如，情人节的时候送给斑仔的卡片上写着“情人劫怪乐，邻家班仔！偶侃哩的头头，偶吃哩的肉肉”）。他们说话的方式很奇怪：显示他们对话的文字都是无词形变换的，而且清一色小写字母（有时在他们大叫，尖叫，或者大声说话的时候会首字母大写），这种方式同样用在狮子，玩具海盗和虎鲸身上。他们的口头禅是 “哈噜，邻家班仔！厅说……”。女性的鳄鱼，比利和鳄鱼中聪明的都用正常方式说话。
斑仔还有个侄女叫乔伊，乔伊是鳄鱼阿拉的儿子比利的女朋友。乔伊的父亲叫史丹皮，而史丹皮是斑仔的兄弟。因为比利是个素食主义者，所以斑仔对比利就像是好朋友。

#### 阿拉
阿拉有个前卫的妻子叫佩蒂，还有个儿子叫比利（比利也被叫做“阿宝”）。阿拉是鳄鱼家族中最常出现的角色。
比利远比自己的父亲聪明，而且他还是个和平主义者和素食主义者。在某集漫画里，比利开始和斑仔的侄女，年轻的女性斑马乔伊约会。他的父亲不理解和食物约会是什么概念，当他看见他们两接吻的时候，他还以为比利在用一种十分奇怪的方式杀死乔伊。但是，在2006年12月，比利离家出走，和斑仔乔伊一起生活。佩蒂把所有的麻烦都归咎于阿拉，他们俩还和一只叫矮胖子的鳄鱼一起住，矮胖子总是穿着斑马服，试图用这种方式抓住斑仔和乔伊。
阿拉还买了肯德基炸鸡块，并把鸡块桶上面的牌子改写成“班仔肉”来取悦自己的妻子。佩蒂并没有被他蒙骗过去，有一次她非常生气，带着比利离开了家；在她改变主意之后，她把整件事称为一个谎言。
佩蒂是阿拉的第二任妻子；阿拉在最早的漫画里是和一个叫弗里达的女性鳄鱼结婚的，弗里达说话的方式和鳄鱼兄弟会一个样。弗里达只在一集中出现过一次，在那集漫画里，阿拉和斑仔哭诉弗里达因为他抓不到猎物而瞧不起他。弗里达告诉阿拉他转述得不够准确，确切地说，她是“从来就看遍（扁）”他的。之后她再也没有出现过。

## 客串角色

史蒂芬·帕斯蒂斯

- 史蒂芬·帕斯蒂斯（初次登场：2003年6月1日） ——帕斯蒂斯本人以漫画家的身份出现在几集漫画里，漫画中的他对自己塑造出的几个角色的感情比较复杂（他对靓鼠尤其恼火，而靓鼠也在剧情发展不顺意的时候报复帕斯蒂斯）。有一次，靓鼠要求他把漫画的名字改成《崇拜靓鼠》。虽然帕斯蒂斯在书中提及自己不吸烟，但是漫画里的他经常吸烟，他说自己也不明白为什么要把自己画成这样（靓鼠和警卫鸭也经常吸烟）。在《粗鲁动物园》中他说，他因为吸烟一事而受到了批评，因为人们似乎认为他在美化吸烟（帕斯蒂斯生成自己所为恰恰相反）。在2008年7月7日的那周，卡通帕斯蒂斯宣布他要让《珍珠猪》里的一个角色死掉，以此保持与其他漫画的竞争力。那周三（7月9日），卡通帕斯蒂斯身亡。
- 思戴茜·帕斯蒂斯（初次登场：2003年5月22日）——史蒂芬的妻子。
- 皮姬塔（初次登场:2002年8月19日）——猪头有的没的的女朋友，喜怒无常坏脾气。根据2007年9月6日出版的漫画，猪头和皮姬塔在一起7年了。尽管如此，漫画中也提到猪头和皮姬塔从来没有接吻过（据说是他们还在“拍拖”阶段）。
- 菲丽娜（初次登场：2002年8月18日） ——猪头有洁癖的姐姐，生活在一个泡泡里，但这并不妨碍她和其他许多漫画中的角色约会。靓鼠几年以前就开始和她约会了，并且一直爱着她，但靓鼠不承认这点。她有个习惯，总是告诉靓鼠他不够男人。她首次出现之后，帕斯蒂斯就让他在漫画里消失了两年，当他再次把她带回漫画中的时候，他不得不完整地再介绍一次菲丽娜（来自《狮子老虎和鳄鱼，我的天哪～！》）菲丽娜不常在漫画中现身，因此在她每次出场的时候帕斯蒂斯都不得不再介绍一遍（在《粗鲁动物园》中；帕斯蒂斯说在《小猪中士的交友俱乐部》中他不画皮姬塔，有一部分原因是她是唯一一个需要用圆规画的角色，而帕斯蒂斯在用圆规的时候经常会刺到自己。
- 哼哼猫——斑仔的猫，整天忙着犯罪或者搞破坏。

## 背景
故事发生在帕斯蒂斯的居住地加州奥尔巴尼附近的一个虚构的郊区，每个房子边上似乎都有铁轨。
漫画的情节非常的随意，帕斯蒂斯甚至说“有时角色会在一集里有工作，以后却再也不会被再次提起。”很多的故事没有结局，情节是跳跃的（角色经常死而复活）。通常情况下，角色之间的关系是不变的（菲丽娜很少在漫画中出现，她和靓鼠的恋爱关系却没有改变）。

## 题目的含义
《珍珠猪》（Pearls Before Swine）是来自《圣经·马太福音》7章6节中，耶稣给彼德的警告——“也不要把你们的珍珠丢在猪前”。

## 风格
很多的幽默发生在靓鼠和猪头之间。
从艺术角度讲，《珍珠猪》是极端的简单化的。大多数的角色都没有嘴，点状的眼睛，木棒一样的肢体；这些和嘴唇加在一起就傻乎乎的。帕斯蒂斯说，“人们说他们喜欢我的漫画的简单，但是我是尽了自己最大的努力才画到那个水平的。我可不管这叫艺术。”
《珍珠猪》因为其黑色的幽默而饱受争议。尽管画风很简单，但是题材却都是如政治、谋杀、自杀和萧条这样的大众主题。史蒂芬帕斯蒂斯经常收到投诉信，这些人不是被他所用的主题所冒犯，就是反对那些主题，这些人中既有修女（愤怒于他提到一名修女使用灌肠器）。又有双性恋（愤怒于漫画中靓鼠的一位为了摆脱孤独和两种性别交往的朋友被叫做“无性人”）。这些笑话多是建立在双关语和文字游戏的基础之上。帕斯蒂斯也使用了《蓬蓬狗的故事》的格式，尤其是在周末专版里，用大段的文字叙述一个精心构思的故事，这个故事最终有一个出人意料的结局（例如主角的突然死亡，有时候角色会想歪的有意设置的双关语）。
《珍珠猪》也算是一部形而上之的漫画，漫画中时常讽刺漫画环境，经常性地允许角色跳出漫画和作者和其他漫画的角色对话。并且，漫画中的角色还时常承认他们是生活在被印刷在报纸上出版的连环画中；在2008年1月14日出版的漫画中，在漫画格子上方出现了“屋顶鱼”像钓鱼一样钓故事中的角色。
《珍珠猪》漫画偶尔会有连续剧，即在出现新情节之前，一条故事主线贯穿大约一周的漫画。连续剧情经常被违背，例如，死掉的角色时不时会复活。更多的时候，漫画是各自独立的，例如上一集靓鼠才以1000万美元把猪头卖掉的，在下一集里他们又恢复正常的生活，靓鼠依旧穷，猪头依旧和他在一起。

## 替换事件
大多数的漫画家会把自己的工作提前6到8周。但是，帕斯蒂斯说自己的工作比交稿日要早10个月。因此，没有发行的漫画中碰巧涉及到时事的内容在某种程度上都会被公司拦截或者修改，以此避免得罪公众；发行《珍珠猪》的United Feature联合报业公司在此类事件发生的时候会重新发行早前的漫画，这种事目前一共做了两次：
在2002年，靓鼠竞选市长，他的对手最后死了；在他的第一部精选集里，帕斯蒂斯解释说这个情节是根据密苏里州的州长梅尔·卡纳汉在死后击败对手约翰·阿什克罗夫特夺得了2000年的参议院席位一事。但是，在连续剧漫画刊登的第二天，明尼苏达州的参议院Paul Wellstone在一次空难中身亡。为了避免给公众以帕斯蒂斯在拿此事寻开心的映像，大部分的报纸连着两个星期都用之前的漫画代替这辑漫画。
在2006年9月26日，更换漫画是因为这一天的漫画涉及到猪头在洗衣机中玩耍。最近的新闻则是Jimella Tunstall案件，在该案件中，声称她的孩子被一个朋友谋杀，并据警方称藏尸于洗衣机中。许多报纸和网站都用其他漫画代替了这集漫画。

## 改编
在2008年2月7日的脱口秀节目“The Big Idea with Donny Deutsch”中，帕斯蒂斯坦言自己曾接触过想将《珍珠猪》改编成电视动画片的制片人。

## 技术
《阿猫阿狗》的作者，漫画家Darby Conley帮助指导帕斯蒂斯如何画漫画。这两位朋友时常拿对方的漫画开涮。

## 获奖情况
- 2002年美国漫画家协会最佳报纸连环画提名
- 2003年美国漫画家协会最佳报纸连环画提名
- 2004年美国漫画家协会最佳报纸连环画得主
- 2007年美国漫画家协会最佳报纸连环画得主